# Trigonotis petiolaris
Trigonotis petiolaris är en strävbladig växtart som beskrevs av Maximowicz. Trigonotis petiolaris ingår i släktet Trigonotis och familjen strävbladiga växter. Inga underarter finns listade i Catalogue of Life.